# 銠金礦
銠金礦（Rhodite），亦稱銠合金（英文:rhodian gold） ，為金的礦石，亦是金和銠的合金. 1825年墨西哥和哥倫比亞的礦石，金含量約34至43%。 此種合金易脆斷，密度為 15.5 - 16.8 g/cm³。